# Copa de la CEI
La Copa de la CIS o Copa de la CEI (en ruso: Кубок чемпионов Содружества) fue una competición internacional amistosa de fútbol que se celebró anualmente desde 1993 hasta 2016.
Enfrentó a los campeones de liga de las repúblicas que componían la antigua Unión Soviética, esto es, los doce Estados miembros de la CEI (Armenia, Azerbaiyán, Bielorrusia, Kazajistán, Kirguistán, Moldavia, Rusia, Tayikistán, Turkmenistán y Uzbekistán). Anteriormente jugaban las tres repúblicas bálticas (Estonia, Letonia y Lituania), Georgia y Ucrania. En sus últimos años (desde 2012 hasta su desaparición en 2016) pasó a ser disputada solamente por las selecciones sub-21 de dichos países.
Si bien la traducción literal al español del nombre sería Copa de la Comunidad de Estados Independientes (CEI), a menudo es referida por su traducción inglesa: Commonwealth of Independent States (CIS) Cup.

## Sistema de competición
El campeonato se disputaba anualmente en Moscú (Rusia), a finales de enero, aprovechando el cambio de temporada o el parón invernal en la mayoría de campeonatos de liga.
La competición arranca con una fase de grupos (en la que participa fuera de concurso una selección inferior rusa a fin de componer cuatro grupos de cuatro) para acabar dirimiéndose en eliminatorias a partido único.

## Historia
El torneo tuvo una gran importancia a lo largo de los años noventa al enfrentar a campeones nacionales que en años anteriores participaron en la Liga soviética, componiendo una competición a semejanza de la Liga de Campeones de Europa midiendo el nivel de desarrollo del fútbol en las ex-repúblicas soviéticas y poniendo en competencia a los clubes mejores clasificados de las nuevas naciones separadas, siendo considerado como un campeonato de facto al título de Campeón de la Unión Soviética que con la desaparición y fragmentación en diversas repúblicas de la Unión Soviética se dejó de jugar el antiguo campeonato nacional soviético. No obstante, a medida que se ha ido desarrollando el fútbol de cada uno de estos países tanto los clubes como las aficiones han ido perdiendo interés en el torneo, llegando a darse casos de retiradas de equipos mediado el torneo que han sido severamente sancionadas por los organizadores.
En sus primeros años la Copa de la CIS fue dominada por el fútbol ruso, erigiéndose el Dinamo de Kiev en el único equipo capaz de hacer frente a los anfitriones. El Dinamo se midió entre 1997 y 1999 en la final contra el Spartak Moscú por tres veces consecutivas; los moscovitas rompieron en el último de estos enfrentamientos una racha de tres campeonatos consecutivos para el Dinamo, culminando los años dorados de la competición. Los clubes de las ligas más importantes, rusos y ucranianos principalmente, tenían como objetivo principal la Liga de Campeones de Europa donde hasta la fecha ninguno la ha podido conquistar, pero que en aquellas épocas tenían actuaciones destacadas, como es el caso del Dinamo de Kiev que ha logrado ser semifinalista en la edición de 1998-1999, y principalmente por esa razón en las posteriores ediciones, los campeones rusos y ucranianos han enviado a menudo a sus filiales, priorizando las competiciones europeas, lo cual ha permitido que moldavos, georgianos y azerís hayan tomado el relevo de Dinamo de Kiev y Spartak en el palmarés.

## Palmarés

### Disputada por clubes
| Año  | Campeón            | País       | Resultado | Finalista           | País        |
| ---- | ------------------ | ---------- | --------- | ------------------- | ----------- |
| 1993 | Spartak de Moscú   | Rusia      | 8-0       | Belarus Minsk       | Bielorrusia |
| 1994 | Spartak de Moscú   | Rusia      | 7-0       | Neftchi Fergana     | Uzbekistán  |
| 1995 | Spartak de Moscú   | Rusia      | 5-1       | Dinamo Tbilisi      | Georgia     |
| 1996 | Dínamo de Kiev     | Ucrania    | 1-0       | Alania Vladikavkaz  | Rusia       |
| 1997 | Dínamo de Kiev     | Ucrania    | 3-2       | Spartak de Moscú    | Rusia       |
| 1998 | Dínamo de Kiev     | Ucrania    | 1-0       | Spartak de Moscú    | Rusia       |
| 1999 | Spartak de Moscú   | Rusia      | 2-1       | Dínamo de Kiev      | Ucrania     |
| 2000 | Spartak de Moscú   | Rusia      | 3-0       | Zimbru Chisinau     | Moldavia    |
| 2001 | Spartak de Moscú   | Rusia      | 2-1       | Skonto Riga         | Letonia     |
| 2002 | Dínamo de Kiev     | Ucrania    | 4-3       | Spartak de Moscú    | Rusia       |
| 2003 | Sheriff Tiraspol   | Moldavia   | 2-1       | Skonto Riga         | Letonia     |
| 2004 | Dinamo Tbilisi     | Georgia    | 3-1       | Skonto Riga         | Letonia     |
| 2005 | Lokomotiv de Moscú | Rusia      | 2-1       | Neftchi Baku        | Azerbaiyán  |
| 2006 | Neftchi Baku       | Azerbaiyán | 4-2       | FBK Kaunas          | Lituania    |
| 2007 | Pajtakor Tashkent  | Uzbekistán | 0-0 (p)   | FK Ventspils        | Letonia     |
| 2008 | Khazar Lenkoran    | Azerbaiyán | 4-3       | Pajtakor Tashkent   | Uzbekistán  |
| 2009 | Sheriff Tiraspol   | Moldavia   | 0-0 (p)   | FC Aktobe           | Kazajistán  |
| 2010 | Rubin Kazán        | Rusia      | 5-2       | FC Aktobe           | Kazajistán  |
| 2011 | FK Inter Baku      | Azerbaiyán | 0-0 (p)   | Shakhtyor Soligorsk | Bielorrusia |

### Disputada por Selecciones Sub-21
| Año  | Campeón   | Resultado | Finalista   |
| ---- | --------- | --------- | ----------- |
| 2012 | Rusia     | 2-0       | Bielorrusia |
| 2013 | Rusia     | 4-2       | Ucrania     |
| 2014 | Ucrania   | 4-0       | Rusia       |
| 2015 | Sudáfrica | 2-1       | Finlandia   |
| 2016 | Rusia     | 2-1       | Moldavia    |

## Títulos
| Equipo             | Títulos | Años campeón                       |
| ------------------ | ------- | ---------------------------------- |
| Spartak de Moscú   | 6       | 1993, 1994, 1995, 1999, 2000, 2001 |
| Dinamo de Kiev     | 4       | 1996, 1997, 1998, 2002             |
| Rusia              | 3       | 2012, 2013, 2016                   |
| Sheriff Tiraspol   | 2       | 2003, 2009                         |
| Dinamo Tbilisi     | 1       | 2004                               |
| Lokomotiv de Moscú | 1       | 2005                               |
| Neftchi Baku       | 1       | 2006                               |
| Pajtakor Tashkent  | 1       | 2007                               |
| Khazar Lenkoran    | 1       | 2008                               |
| Rubin Kazán        | 1       | 2010                               |
| FK Inter Baku      | 1       | 2011                               |
| Ucrania            | 1       | 2014                               |
| Sudáfrica          | 1       | 2015                               |